# Герберт, Генри, 2-й граф Пембрук
Генри Герберт (англ. Henry Herbert; пиблизительно 1534, 1538 или несколько позже — 19 января 1601, Уилтон-хаус, Уилтшир, Королевство Англия) — английский аристократ, 2-й граф Пембрук и 2-й барон Герберт из Кардиффа с 1570 года, рыцарь Бани, кавалер ордена Подвязки. В 1553 году женился на сестре Джейн Грей, но позже расторг этот брак. Служил при дворе Марии I и Елизаветы I, с 1586 года занимал должность президента Уэльса. Третьим браком был женат на Мэри Сидни — известной поэтессе и сестре Филипа Сидни. Являлся патроном театральной труппы «Люди Пембрука».

## Биография
Генри Герберт принадлежал к аристократическому роду валлийского происхождения, возвысившемуся в XV веке. Он был старшим из двух сыновей Уильяма Герберта, 1-го графа Пембрука, и Анны Парр, племянником последней жены короля Генриха VIII Екатерины Парр. Точной датировки его рождения нет; разные историки пишут о приблизительно 1534 годе, 1538 годе или о времени вскоре после этой даты.
Юный Герберт получил образование в Кембридже. Его отец к началу 1550-х годов стал одним из самых богатых и влиятельных вельмож Англии. Чтобы приблизиться к престолу, Уильям женил старшего сына на Кэтрин Грей — правнучке короля Генриха VII и младшей сестре Джейн Грей, наследнице престола при слабом и больном Эдуарде VI. Две свадьбы, Генри с Кэтрин и Джейн с Гилфордом Дадли, сыграли в один день — 21 мая 1553 года. Через полтора месяца, 6 июля, Эдуард VI умер, и Джейн была провозглашена королевой. Однако сестра умершего Мария тут же подняла мятеж. Граф Пембрук, увидев, что у Джейн нет реальной опоры, признал королевой Марию, которая вскоре заняла престол; чтобы доказать свою благонадёжность, он выгнал невестку из дома, а в 1555 году добился официального развода. Ему не помешало заявление сына о том, что брак был консуммирован.
На коронации Марии Генри Герберт был посвящён в рыцари Бани (29 сентября 1553 года). В 1554 году он стал камергером принца Филиппа — мужа королевы (впоследствии короля Испании Филиппа II), а в 1557 году сопровождал отца в его походе на Сен-Кантен, на помощь испанцам. После смерти отца в 1570 году Генри унаследовал его обширные владения и титул 2-го графа Пембрука, после смерти матери годом позже — титул лорда Парра, Роса из Кендала, Фицхью, Мармиона и Квентина.
В придворных интригах эпохи Елизаветы (с 1558 года) Пембрук считался сторонником графа Лестера, с которым находился в очень близких отношениях. Он принимал видное участие в судебных процессах над Томасом Говардом, 4-м герцогом Норфолком (16 января 1572), Марией Стюарт (октябрь 1586) и Филиппом Говардом, 20-м графом Арунделом (14 апреля 1589). В 1574 году сэр Генри стал лордом-лейтенантом Уилтшира и кавалером ордена Подвязки, в 1586 году сменил сэра Генри Сидни, своего тестя, на посту президента Уэльса (главы валлийской администрации) и приблизительно в то же время стал адмиралом Южного Уэльса. С тех пор он проводил много времени в замке Ладлоу, посвящая себя службе. В письме к барону Бёрли от 20 июня 1590 года Пембрук жалуется, что потратил всё своё состояние, служа королеве, и просит о вознаграждении. Известно, что в 1592 году он посетил Оксфорд вместе с королевой и получил там степень магистра. В 1595 году сэр Генри был занят укреплением Милфорд-Хейвена; в 1599 году, когда ожидалось испанское вторжение, он предложил собрать двести всадников. Граф умер в своём поместье Уилтон-хаус 19 января 1601 года и был похоронен в соборе Солсбери.
Пембрук, как и многие другие члены его семьи, был образованным и культурным человеком. Он покровительствовал антикварам и герольдам, собирал книги по геральдике. В числе близких друзей графа был брат его третьей жены, сэр Филипп Сидни, оставивший ему по завещанию бриллиантовое кольцо (1586 год). Сэр Генри стал патроном одной из актёрских трупп, члены которой называли себя «Люди Пембрука». Граф проявлял интерес к скачкам: именно он учредил скачки в Солсбери и дал деньги на золотой колокол в качестве главного приза.

## Семья
Генри Герберт был женат трижды. Первой женой стала в 1553 году Кэтрин Грей, дочь Генри Грея, 1-го герцога Саффолк, и Фрэнсис Брэндон, по матери внучка Чарльза Брэндона, 1-го герцога Саффолка, и Марии Тюдор. Этот брак был расторгнут в 1555 году и остался бездетным. В 1563 году сэр Генри женился на Кэтрин Толбот, дочери Джорджа Толбота, 6-го графа Шрусбери, и Гертруды Меннерс; она умерла в 1576 году бездетной. Наконец, в 1577 году граф Пембрук женился на Мэри Сидни, дочери сэра Генри Сидни и Мэри Дадли (племяннице графа Лестера и Гилфорда Дадли, свояка сэра Генри по первому браку), известной поэтессе. Мэри родила четырёх детей. Это были:
- Уильям (1580—1630), 3-й граф Пембрук[1][7];
- Кэтрин (1581 — умерла ребёнком)[6];
- Энн (1583 — умерла в юности)[6];
- Филипп (1584—1650), 1-й граф Монтгомери и 4-й граф Пембрук[1][7].